# Blue Train (Album)
Blue Train (Anhörenⓘ) ist ein Jazz-Album des Saxophonisten John Coltrane und wurde im Dezember 1957 von Blue Note Records veröffentlicht.

## Hintergrund
Viele sehen Blue Train als erstes echtes Coltrane-Album, da Coltrane erstmals allein die Musiker und Stücke wählte. Er schrieb alle Kompositionen außer I’m Old Fashioned, einen Jazzstandard von Jerome Kern/Johnny Mercer.
Blue Train ist ein langes, rhythmisch variierendes Stück, das als langsamer Blues mit dem fanfarenartigen Thema in Moll-Stimmung beginnt und während Coltranes erstem Solo-Chorus in Dur zu erhöhtem Tempo übergeht. Das Tempo verlangsamt sich wieder mit dem Bass-Solo gegen Ende des Stücks. Locomotion ist ein schneller Blues. Moment’s Notice und Lazy Bird lassen den Weg melodischer und harmonischer Neuerungen ahnen, den Coltrane ab seiner LP Giant Steps beschreiten würde. Sonst hielt das Album am vorherrschenden Hard-Bop-Stil der Zeit fest.
Es blieb das einzige Album Coltranes unter eigenem Namen für das traditionsreiche Blue-Note-Label. Coltrane nannte es in einem Interview 1960 sein liebstes eigenes. Die fünf originalen Stücke wurden 1990 für eine Veröffentlichung auf CD tontechnisch überarbeitet („remastered“). 1997 kam die CD The Ultimate Blue Train heraus, die je eine unveröffentlichte Variante von Blue Train und Lazy Bird enthielt. 2003 wurde eine SACD veröffentlicht, die ebenso wie eine neue CD-Edition von Rudy Van Gelder „remastered“ ist.

## Cover
Das von Reid Miles gestaltete Cover zeigt ein Photo von Francis Wolff.

## Rezeption
Das Album gilt als einer der Meilensteine des Jazz. Es ist auch nach Jahrzehnten ein höchst populäres Album – auch wenn der Erfolg von den Kritikern unterschiedlich gewertet wird. Lindsay Planer schrieb über das Album bei Allmusic: „Ohne Einschränkung kann Blue Train leicht als einer der wichtigsten und einflussreichsten Aufnahmen nicht nur in John Coltranes Karriere, sondern im gesamten Genre der Jazz-Musik betrachtet werden.“ Karl Lippegaus schrieb: „Im Abstand eines halben Jahrhunderts und vor dem Hintergrund der gesamten Coltrane-Diskografie ist der kommerzielle Langzeiterfolg von Blue Train schwer nachvollziehbar.“ Während Richard Cook schrieb: „Es ist nicht schwer zu verstehen, warum diese Platte so erfolgreich war. […] Das Album ist in vielerlei Hinsicht eine handwerklich perfekte, bis ins Detail durchgearbeitete Hard-Bop-Platte.“
Zum 65-jährigen Jubiläum im Jahr 2022 wurde das Album neu aufgelegt und erreichte dabei die Musikcharts diverser Länder. In Deutschland erreichte das Album Rang zwölf der Albumcharts sowie die Chartspitze der Jazzcharts im September 2022. In den Vereinigten Staaten platzierte sich das Album auf Rang 96 der Billboard 200 sowie ebenfalls an der Chartspitze der Billboard Jazzcharts.

## Albumtitel
Auf der 1957 herausgebrachten LP sind fünf Stücke, welche für die CD von 1990 digital aufbereitet und auf 'The Ultimate Blue Train' (1997) und späteren Tonträgern durch zwei zusätzliche (alternative) Takes ergänzt wurden:
- Blue Train – 10:43
- Moment’s Notice – 9:10
- Locomotion – 7:14
- I’m Old Fashioned – 7:58
- Lazy Bird – 7:00

Alternate Takes:
- Blue Train (alternate take) – 9:58
- Lazy Bird (alternate take) – 7:12

## Referenzen
- Porter, Lewis. John Coltrane: His Life and Music. University of Michigan Press, 2000.
- Blue Train bei AllMusic (englisch)